# Baldomero Romero Ressendi
Baldomero Romero Ressendi (Sevilla, 20 de enero de 1922-Madrid, 11 de abril de 1977), fue un pintor expresionista español. 

## Biografía
Se formó en la Escuela de Bellas Artes de Sevilla, donde destacó por su gran talento artístico, aunque fue considerado por algunos de sus profesores como extravagante por su tendencia a salirse de los moldes clásicos convencionales y por su carácter difícil y descarado. Coincidió durante su etapa formativa en Sevilla con el pintor natural de Marchena Eufemiano Sánchez, con quien mantuvo una gran amistad a lo largo de su vida.
A partir de 1946 fue adquiriendo fama de pintor escandaloso y algunas de sus obras fueron consideradas por la autoridad religiosa obscenas y faltas de respeto a la moral, aunque siempre gozó de protectores y amigos en la burguesía que le tuvieron en gran consideración, por lo que fue un pintor muy cotizado.
Su estilo puede encuadrarse dentro del expresionismo; el único género que rehuyó fue el paisaje. Entre sus obras principales se pueden señalar: Las tentaciones de San Jerónimo (1946), El Octavo Círculo (1960), El entierro de Cristo o El locutorio de San Bernardo (1960).
 Su obra ha sido muy difundida porque, fuera de su indudable mérito, fue un pintor inspirado y muy fecundo. Muy dotado para el retrato, vuelve las escenas costumbristas del revés mostrando su profundo horror. Su pintura se caracteriza por ser muy expresiva y reflejar el lado no opulento de las cosas que pintaba.
No hay una biografía documentada sobre este extravagante, temperamental, bohemio y erudito pintor. Tuvo muchas mujeres, pero murió solo, en Madrid. "Se" le imputa haber tenido diecinueve hijos naturales. "Se" dice que fue invitado a pintar a Francisco Franco, militar y dictador de España. La anécdota cuenta que luego de presentarse el primer día, no volvió jamás, dejando al dictador plantado, tal vez porque no dejaron pasar a sus perros. Estudiaba cada día, historia del arte y anatomía; hacía yoga, coleccionaba minerales y fósiles; en su casa tenía muchos perros, así como cincuenta pájaros, cuyas jaulas limpiaba a diario. Empezaba a pintar en su taller a las siete de la mañana y salía a las doce, montaba a caballo y cuando iba a Casa Carreras a comprar pinturas volvía tres días después. Porque iba a juergas flamencas y se emborrachaba.